# Конько Іван Кузьмич
Іва́н Кузьми́ч Конько́ (нар. 22 жовтня 1919 — пом. 7 квітня 1944) — радянський військовик часів Другої світової війни, командир кулеметного взводу 936-го стрілецького полку 254-ї стрілецької дивізії (52-а армія, 2-й Український фронт), лейтенант. Герой Радянського Союзу (1944).

## Життєпис
Народився 22 жовтня 1919 року в селі Табурище Новогеоргієвської волості Олександрійського повіту Херсонської губернії (нині в межах міста Світловодська Кіровоградської області) в селянській родині. Українець. Закінчив 6 класів, очолював комсомольську організацію місцевого колгоспу імені Ілліча.
До лав РСЧА призваний у 1939 році Новогеоргіївським РВК Кіровоградської області. Військову службу проходив кулеметником у військовій частині в місті Вилкавишкіс (Литва), де й зустрів початок німецько-радянської війни. Брав участь у прикордонних боях, коли дивізія протягом трьох діб утримувала оборону вздовж шосе Кенігсберг — Каунас. Потім були бої на Західній Двині й під Старою Руссою. У складі військ Північно-Західного фронту взимку 1942 року командир відділення кулеметної роти сержант І. К. Конько брав участь у створенні «Демянського котла», а потім, з березня 1942 по квітень 1943 року, стримував наступ ворожих частин біля самісінької горловини «Рамушевського коридора». Воював під Псковом, захищав Ленінград. Член ВКП(б) з 1942 року. У складі військ 2-го Українського фронту брав участь у визволенні України, форсував Дніпро.
Особливо командир кулеметного взводу лейтенант І. К. Конько відзначився в боях на території Румунії. 28 березня 1944 року під сильним кулеметно-мінометним і артилерійським вогнем супротивника першим з групою бійців у кількості 15 осіб форсував річку Прут і захопив плацдарм. Протягом доби відбив 7 контратак переважаючого силами ворога, проте втримав свої позиції. В бою за село Кирпиці вміло керував взводом, особистим прикладом мужності ведичи за собою бійців, першим увірвався до села, де влучним вогнем кулеметів знищив близько 35 солдатів і офіцерів супротивника. Під нищівним вогнем ворога форсував 31 березня 1944 року річку Жижію й, відбивши 4 контратаки, увірвався на панівну висоту, де надійно закріпився.
7 квітня 1944 року загинув у бою біля румунського села Кадниці.

## Нагороди
Указом Президії Верховної Ради СРСР від 13 вересня 1944 року за зразкове виконання бойових завдань командування на фронті боротьби з німецько-фашистськими загарбниками та виявлені при цьому відвагу і героїзм, лейтенантові Коньку Івану Кузьмичу присвоєне звання Героя Радянського Союзу (посмертно).
Також був нагороджений медаллю «За відвагу» (06.05.1943).